# Popowia greveana
Popowia greveana är en kirimojaväxtart som först beskrevs av Henri Ernest Baillon, och fick sitt nu gällande namn av Jean H.P.A. Ghesquière. Popowia greveana ingår i släktet Popowia och familjen kirimojaväxter. Inga underarter finns listade i Catalogue of Life.